# جزز (ريمة)

تعديل مصدري - تعديل

قرية جزز

هي إحدى قرى عزلة المخلاف الواقعة ضمن مديرية مزهر التابعة لمحافظة ريمة، بلغ تعداد سكانها (1073) نسمة حسب تعداد اليمن لعام 2004.

## المحلات التابعة للقرية
- الكابه
- الكابه
- الشرف
- مرجح
- موهس
- الساقية
- بيت الحربي
- دنه
- القرية العلياء
- القرية السفلى

## روابط خارجية
- الدليل الشامــل